# Teignmouth
Teignmouth (pronunciat /tɪnməθ/) és un poble situat a la riba nord de l'estuari del riu Teign, en el districte de Teignbridge, Devon, Anglaterra. L'any 1690 va ser l'últim lloc d'Anglaterra en ser envaït per una potència estrangera. El poble va evolucionar d'un port pesquer a un destí turístic de moda en els últims segles.
Teignmouth és conegut internacionalment gràcies a la banda Muse, ja que els seus integrants es van conèixer allà estudiant a la "Teignmouth Community College".

## Persones il·lustres
- Charles Babbage (1791-1871) matemàtici inventor